# Memorial Cup

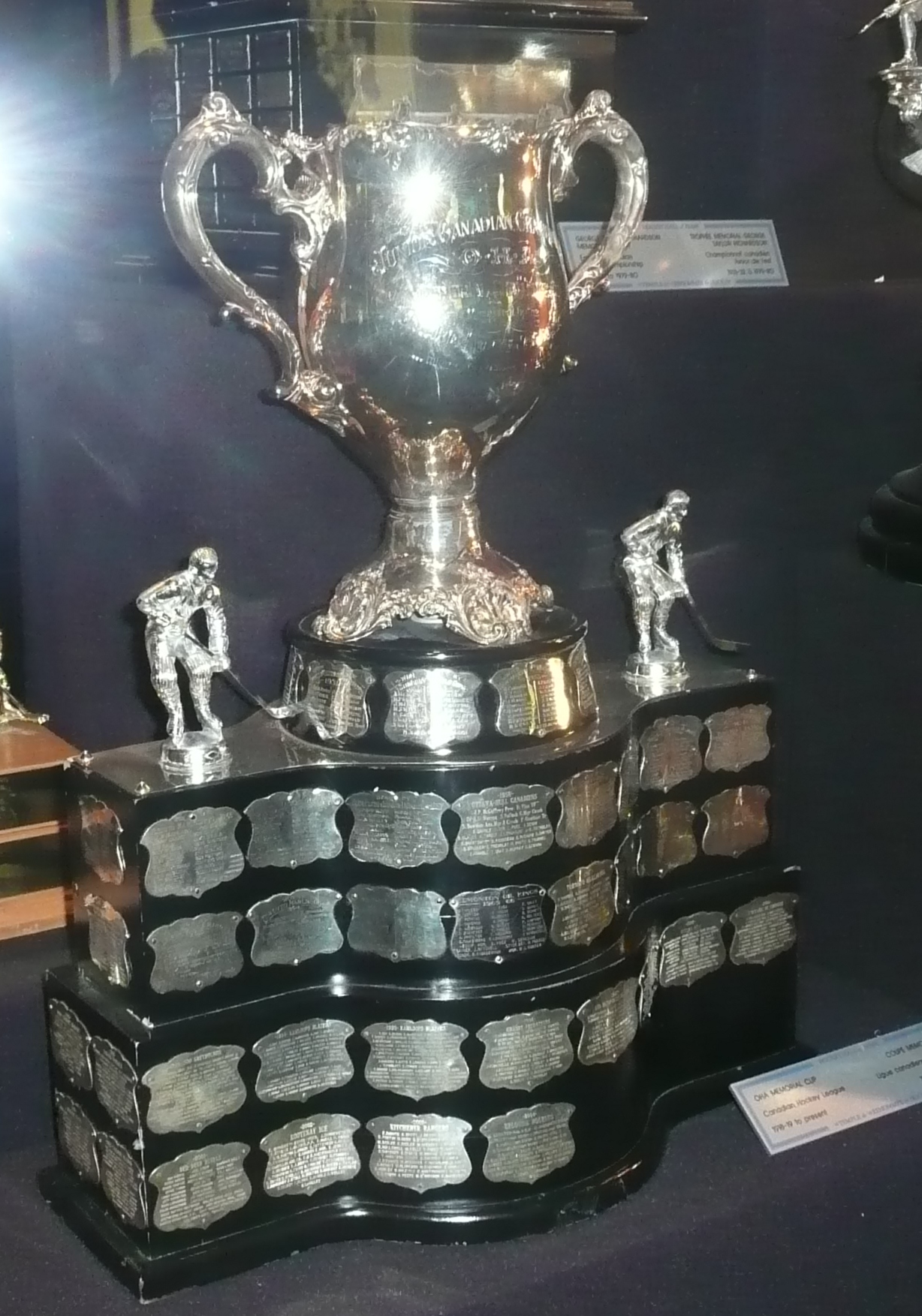
Memorial Cup

Der Memorial Cup ist die 1919 von der Ontario Hockey Association gestiftete Trophäe für die offizielle kanadische Juniorenmeisterschaft im Eishockey. Seit die kanadische Junioren-A-Klasse in Major Junior und Minor Junior geteilt ist, gilt der Memorial Cup als höchstwertige Trophäe. Er sollte ursprünglich an die vielen im Ersten Weltkrieg gefallenen Kanadier erinnern.

## Geschichte
Von 1919 bis 1928 wurde der Pokal in Hin- und Rückspiel zwischen einem ost- und einem westkanadischen Turniersieger ausgespielt. Danach wurde auf ein best-of-three-Format gewechselt, 1937 dann best-of-five, 1942 best-of-seven. Ab 1972 wurde der Pokal zwischen den Meistern der drei Ligen der Canadian Hockey League in einem Turnier mit einfachem Endspiel ausgetragen. Seit 1983 nimmt noch ein viertes Team teil, nämlich das der Stadt, die den Cup ausrichtet.

## Bisherige Sieger des Memorial Cups

### 1919 bis 1971
| Jahr | Sieger                        | Zweiter                      | Austragungsort                                                  |
| ---- | ----------------------------- | ---------------------------- | --------------------------------------------------------------- |
| 1919 | University of Toronto Schools | Regina Patricias             | Toronto, Ontario                                                |
| 1920 | Toronto Canoe Club Paddlers   | Selkirk Fishermen            | Toronto, Ontario                                                |
| 1921 | Winnipeg Falcons              | Stratford Midgets            | Toronto, Ontario                                                |
| 1922 | Fort William War Veterans     | Regina Patricias             | Winnipeg, Manitoba                                              |
| 1923 | University of Manitoba Bisons | Kitchener Colts              | Toronto, Ontario                                                |
| 1924 | Owen Sound Greys              | Calgary Canadians            | Winnipeg, Manitoba                                              |
| 1925 | Regina Patricias              | Toronto Aura Lee             | Toronto, Ontario                                                |
| 1926 | Calgary Canadians             | Queen’s University           | Winnipeg, Manitoba                                              |
| 1927 | Owen Sound Greys              | Port Arthur West End Juniors | Toronto, Ontario                                                |
| 1928 | Regina Monarchs               | Ottawa Gunners               | Toronto, Ontario                                                |
| 1929 | Toronto Marlboros             | Elmwood Millionaires         | Toronto, Ontario                                                |
| 1930 | Regina Pats                   | West Toronto Nationals       | Winnipeg, Manitoba                                              |
| 1931 | Elmwood Millionaires          | Ottawa Primrose              | Toronto, Ottawa, beide Ontario                                  |
| 1932 | Sudbury Cub Wolves            | Winnipeg Monarchs            | Winnipeg, Manitoba                                              |
| 1933 | Newmarket Redmen              | Regina Patricias             | Toronto, Ontario                                                |
| 1934 | Toronto St. Michael’s Majors  | Edmonton Athletic Club       | Winnipeg, Manitoba                                              |
| 1935 | Winnipeg Monarchs             | Sudbury Cub Wolves           | Winnipeg, Manitoba                                              |
| 1936 | West Toronto Nationals        | Saskatoon Wesleys            | Toronto, Ontario                                                |
| 1937 | Winnipeg Monarchs             | Copper Cliff Redmen          | Toronto, Ontario                                                |
| 1938 | St. Boniface Seals            | Oshawa Generals              | Toronto, Ontario                                                |
| 1939 | Oshawa Generals               | Edmonton Athletic Club       | Toronto, Ontario                                                |
| 1940 | Oshawa Generals               | Kenora Thistles              | Winnipeg, Manitoba                                              |
| 1941 | Winnipeg Rangers              | Royaux de Montréal           | Toronto, Ontario                                                |
| 1942 | Portage Terriers              | Oshawa Generals              | Winnipeg, Manitoba                                              |
| 1943 | Winnipeg Rangers              | Oshawa Generals              | Toronto, Ontario                                                |
| 1944 | Oshawa Generals               | Trail Smoke Eaters           | Toronto, Ontario                                                |
| 1945 | Toronto St. Michael’s Majors  | Moose Jaw Canucks            | Toronto, Ontario                                                |
| 1946 | Winnipeg Monarchs             | Toronto St. Michael’s Majors | Toronto, Ontario                                                |
| 1947 | Toronto St. Michael’s Majors  | Moose Jaw Canucks            | Winnipeg, Manitoba Moose Jaw, Saskatchewan Regina, Saskatchewan |
| 1948 | Port Arthur West End Bruins   | Barrie Flyers                | Toronto, Ontario                                                |
| 1949 | Royaux de Montréal            | Brandon Wheat Kings          | Winnipeg, Brandon, beide Manitoba                               |
| 1950 | Montréal Junior Canadiens     | Regina Pats                  | Montreal, Québec Toronto, Ontario                               |
| 1951 | Barrie Flyers                 | Winnipeg Monarchs            | Winnipeg, Brandon, beide Manitoba                               |
| 1952 | Guelph Biltmore Mad Hatters   | Regina Pats                  | Toronto, Ontario                                                |
| 1953 | Barrie Flyers                 | St. Boniface Canadiens       | Winnipeg, Manitoba Brandon, Manitoba                            |
| 1954 | St. Catharines Teepees        | Edmonton Oil Kings           | Toronto, Ontario                                                |
| 1955 | Toronto Marlboros             | Regina Pats                  | Regina, Saskatchewan                                            |
| 1956 | Toronto Marlboros             | Regina Pats                  | Toronto, Ontario                                                |
| 1957 | Flin Flon Bombers             | Ottawa Junior Canadiens      | Flin Flon, Manitoba Regina, Saskatchewan                        |
| 1958 | Ottawa-Hull Junior Canadiens  | Regina Patricias             | Ottawa, Ontario Hull, Québec                                    |
| 1959 | Winnipeg Braves               | Peterborough TPT Petes       | Winnipeg, Brandon, beide Manitoba                               |
| 1960 | St. Catharines Teepees        | Edmonton Oil Kings           | St. Catharines, ON Toronto, Ontario                             |
| 1961 | Toronto St. Michael’s Majors  | Edmonton Oil Kings           | Edmonton, Alberta                                               |
| 1962 | Hamilton Red Wings            | Edmonton Oil Kings           | Hamilton, Guelph, Kitchener, alle Ontario                       |
| 1963 | Edmonton Oil Kings            | Niagara Falls Flyers         | Edmonton, Alberta                                               |
| 1964 | Toronto Marlboros             | Edmonton Oil Kings           | Toronto, Ontario                                                |
| 1965 | Niagara Falls Flyers          | Edmonton Oil Kings           | Edmonton, Alberta                                               |
| 1966 | Edmonton Oil Kings            | Oshawa Generals              | Toronto, Ontario                                                |
| 1967 | Toronto Marlboros             | Port Arthur Marrs            | Thunder Bay, Ontario                                            |
| 1968 | Niagara Falls Flyers          | Estevan Bruins               | Niagara Falls, Ontario Montreal, Québec                         |
| 1969 | Montréal Junior Canadiens     | Regina Patricias             | Montreal, Québec Regina, Saskatchewan                           |
| 1970 | Montréal Junior Canadiens     | Weyburn Red Wings            | Montreal, Québec                                                |
| 1971 | Québec Remparts               | Edmonton Oil Kings           | Québec, Québec                                                  |

### 1972 bis 1982
Sieger fett, Vizemeister kursiv
| Jahr | Meister WHL            | Meister OHL                | Meister LHJMQ           | Austragungsort                                  |
| ---- | ---------------------- | -------------------------- | ----------------------- | ----------------------------------------------- |
| 1972 | Edmonton Oil Kings     | Peterborough Petes         | Cornwall Royals         | Ottawa, Ontario                                 |
| 1973 | Medicine Hat Tigers    | Toronto Marlboros          | Québec Remparts         | Montreal, Québec                                |
| 1974 | Regina Pats            | St. Catharines Black Hawks | Québec Remparts         | Calgary, Alberta                                |
| 1975 | New Westminster Bruins | Toronto Marlboros          | Sherbrooke Castors      | Kitchener, Ontario                              |
| 1976 | New Westminster Bruins | Hamilton Fincups           | Québec Remparts         | Montreal, Québec                                |
| 1977 | New Westminster Bruins | Ottawa 67’s                | Sherbrooke Castors      | Vancouver, British Columbia                     |
| 1978 | New Westminster Bruins | Peterborough Petes         | Trois-Rivières Draveurs | Sudbury, Sault Ste. Marie, beide Ontario        |
| 1979 | Brandon Wheat Kings    | Peterborough Petes         | Trois-Rivières Draveurs | Sherbrooke, Trois-Rivières, Verdun, alle Québec |
| 1980 | Regina Pats            | Peterborough Petes         | Cornwall Royals         | Brandon, Manitoba Regina, Saskatchewan          |
| 1981 | Victoria Cougars       | Kitchener Rangers          | Cornwall Royals         | Windsor, Ontario                                |
| 1982 | Portland Winter Hawks  | Kitchener Rangers          | Sherbrooke Castors      | Hull, Québec                                    |

### Seit 1983
| Jahr | Meister WHL                                             | Meister OHL                                             | Meister LHJMQ                                           | Gastgeber                                               |
| ---- | ------------------------------------------------------- | ------------------------------------------------------- | ------------------------------------------------------- | ------------------------------------------------------- |
| 1983 | Lethbridge Broncos                                      | Oshawa Generals                                         | Verdun Juniors                                          | Portland Winter Hawks                                   |
| 1984 | Kamloops Junior Oilers                                  | Ottawa 67’s                                             | Laval Voisins                                           | Kitchener Rangers                                       |
| 1985 | Prince Albert Raiders                                   | Sault Ste. Marie Greyhounds                             | Verdun Junior Canadiens                                 | Shawinigan Cataractes                                   |
| 1986 | Kamloops Blazers                                        | Guelph Platers                                          | Hull Olympiques                                         | Portland Winter Hawks                                   |
| 1987 | Medicine Hat Tigers                                     | —                                                       | Longueuil Chevaliers                                    | Oshawa Generals                                         |
| 1988 | Medicine Hat Tigers                                     | Windsor Spitfires                                       | Hull Olympiques                                         | Drummondville Voltigeurs                                |
| 1989 | Swift Current Broncos                                   | Peterborough Petes                                      | Laval Titan                                             | Saskatoon Blades                                        |
| 1990 | Kamloops Blazers                                        | Oshawa Generals                                         | Laval Titan                                             | Kitchener Rangers                                       |
| 1991 | Spokane Chiefs                                          | Sault Ste. Marie Greyhounds                             | Chicoutimi Saguenéens                                   | Drummondville Voltigeurs                                |
| 1992 | Kamloops Blazers                                        | Sault Ste. Marie Greyhounds                             | Verdun Collège Français                                 | Seattle Thunderbirds                                    |
| 1993 | Swift Current Broncos                                   | Peterborough Petes                                      | Laval Titan                                             | Sault Ste. Marie Greyhounds                             |
| 1994 | Kamloops Blazers                                        | North Bay Centennials                                   | Chicoutimi Saguenéens                                   | Laval Titan                                             |
| 1995 | Brandon Wheat Kings                                     | Detroit Junior Red Wings                                | Hull Olympiques                                         | Kamloops Blazers                                        |
| 1996 | Brandon Wheat Kings                                     | Guelph Storm                                            | Granby Prédateurs                                       | Peterborough Petes                                      |
| 1997 | Lethbridge Hurricanes                                   | Oshawa Generals                                         | Chicoutimi Saguenéens                                   | Hull Olympiques                                         |
| 1998 | Portland Winter Hawks                                   | Guelph Storm                                            | Foreurs de Val-d’Or                                     | Spokane Chiefs                                          |
| 1999 | Calgary Hitmen                                          | Belleville Bulls                                        | Acadie-Bathurst Titan                                   | Ottawa 67’s                                             |
| 2000 | Kootenay Ice                                            | Barrie Colts                                            | Rimouski Océanic                                        | Halifax Mooseheads                                      |
| 2001 | Red Deer Rebels                                         | Ottawa 67’s                                             | Foreurs de Val-d’Or                                     | Regina Pats                                             |
| 2002 | Kootenay Ice                                            | Erie Otters                                             | Victoriaville Tigres                                    | Guelph Storm                                            |
| 2003 | Kelowna Rockets                                         | Kitchener Rangers                                       | Hull Olympiques                                         | Québec Remparts                                         |
| 2004 | Medicine Hat Tigers                                     | Guelph Storm                                            | Gatineau Olympiques                                     | Kelowna Rockets                                         |
| 2005 | Kelowna Rockets                                         | Ottawa 67’s                                             | Rimouski Océanic                                        | London Knights                                          |
| 2006 | Vancouver Giants                                        | Peterborough Petes                                      | Québec Remparts                                         | Moncton Wildcats                                        |
| 2007 | Medicine Hat Tigers                                     | Plymouth Whalers                                        | Lewiston MAINEiacs                                      | Vancouver Giants                                        |
| 2008 | Spokane Chiefs                                          | Belleville Bulls                                        | Gatineau Olympiques                                     | Kitchener Rangers                                       |
| 2009 | Kelowna Rockets                                         | Windsor Spitfires                                       | Drummondville Voltigeurs                                | Rimouski Océanic                                        |
| 2010 | Calgary Hitmen                                          | Windsor Spitfires                                       | Moncton Wildcats                                        | Brandon Wheat Kings                                     |
| 2011 | Kootenay Ice                                            | Owen Sound Attack                                       | Saint John Sea Dogs                                     | Mississauga St. Michael’s Majors                        |
| 2012 | Edmonton Oil Kings                                      | London Knights                                          | Saint John Sea Dogs                                     | Shawinigan Cataractes                                   |
| 2013 | Portland Winterhawks                                    | London Knights                                          | Halifax Mooseheads                                      | Saskatoon Blades                                        |
| 2014 | Edmonton Oil Kings                                      | Guelph Storm                                            | Foreurs de Val-d’Or                                     | London Knights                                          |
| 2015 | Kelowna Rockets                                         | Oshawa Generals                                         | Rimouski Océanic                                        | Québec Remparts                                         |
| 2016 | Brandon Wheat Kings                                     | London Knights                                          | Rouyn-Noranda Huskies                                   | Red Deer Rebels                                         |
| 2017 | Seattle Thunderbirds                                    | London Knights                                          | Saint John Sea Dogs                                     | Windsor Spitfires                                       |
| 2018 | Swift Current Broncos                                   | Hamilton Bulldogs                                       | Acadie-Bathurst Titan                                   | Regina Pats                                             |
| 2019 | Prince Albert Raiders                                   | Guelph Storm                                            | Rouyn-Noranda Huskies                                   | Halifax Mooseheads                                      |
| 2020 | aufgrund der Pandemie des Coronavirus nicht ausgetragen | aufgrund der Pandemie des Coronavirus nicht ausgetragen | aufgrund der Pandemie des Coronavirus nicht ausgetragen | aufgrund der Pandemie des Coronavirus nicht ausgetragen |
| 2021 | aufgrund der Pandemie des Coronavirus nicht ausgetragen | aufgrund der Pandemie des Coronavirus nicht ausgetragen | aufgrund der Pandemie des Coronavirus nicht ausgetragen | aufgrund der Pandemie des Coronavirus nicht ausgetragen |
| 2022 | Edmonton Oil Kings                                      | Hamilton Bulldogs                                       | Shawinigan Cataractes                                   | Saint John Sea Dogs                                     |
| 2023 | Seattle Thunderbirds                                    | Peterborough Petes                                      | Québec Remparts                                         | Kamloops Blazers                                        |
| 2024 | Moose Jaw Warriors                                      | London Knights                                          | Drummondville Voltigeurs                                | Saginaw Spirit                                          |
| 2025 | Medicine Hat Tigers                                     | London Knights                                          | Moncton Wildcats                                        | Rimouski Océanic                                        |